# Ameira parvula
Ameira parvula är en kräftdjursart som först beskrevs av Claus 1866.  Ameira parvula ingår i släktet Ameira och familjen Ameiridae. Arten är reproducerande i Sverige. Inga underarter finns listade i Catalogue of Life.